# Turdaș, Alba
Turdaș (în maghiară Oláhtordas, în germană Thorendorf) este un sat în comuna Hopârta din județul Alba, Transilvania, România.

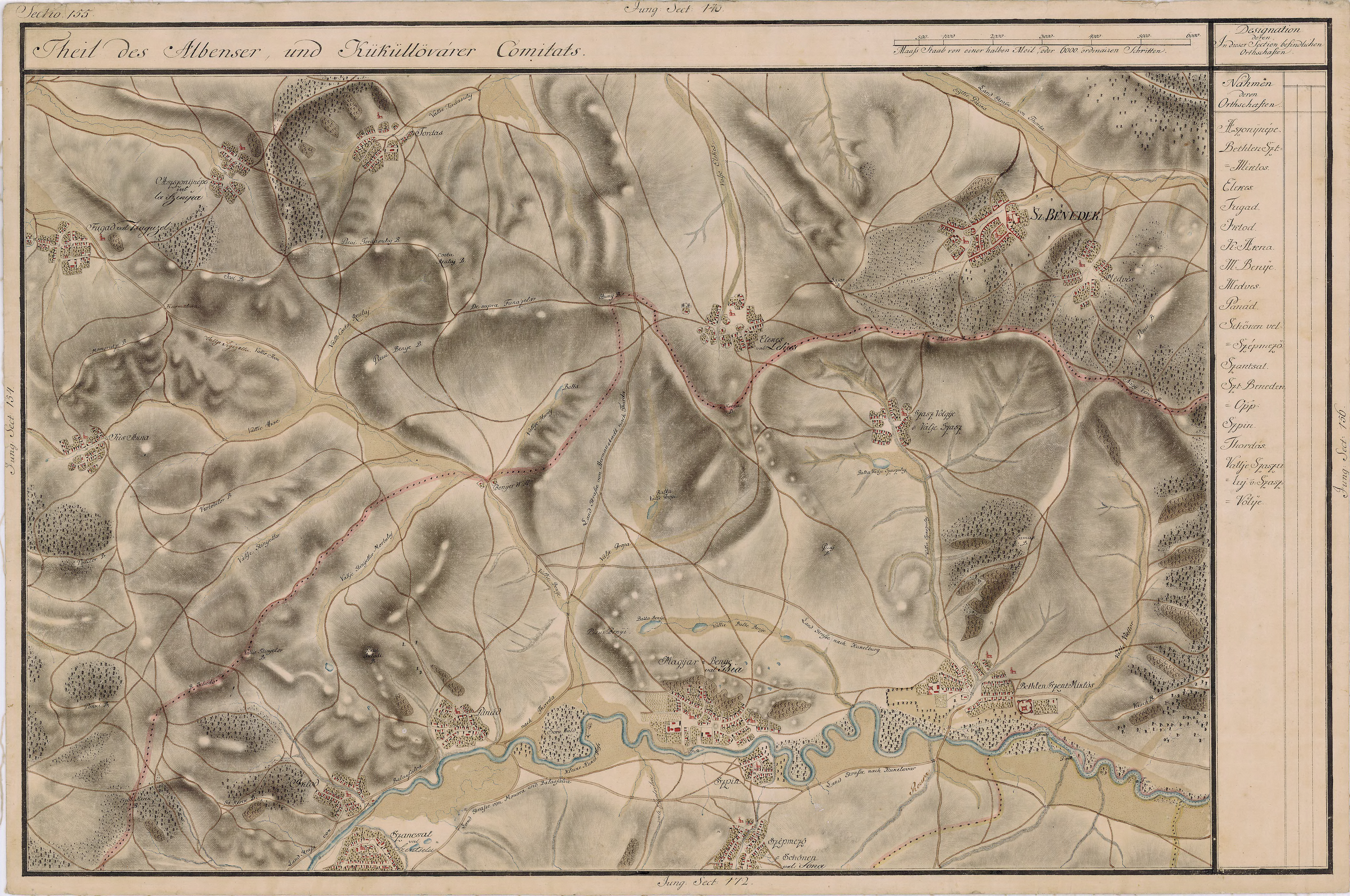
Turdaș (Tordas) pe Harta Iosefină a Transilvaniei,
1769-73 (Sectio 155)

## Istoric
Pe Harta Iosefină a Transilvaniei din 1769-1773 (Sectio 155) localitatea apare sub numele de „Tordas”.

## Lăcașuri de cult
Următoarele biserici din Turdaș sunt înscrise pe lista monumentelor istorice din județul Alba elaborată de Ministerul Culturii și Patrimoniului Național din România în anul 2010:
- Biserica Reformată-Calvină (sec. XV-XVIII)
- Biserica de lemn „Sf. Arhangheli” (sec. XVIII-XIX)

## Personalități
- Virgil Gligor (1918-1977), medic veterinar, membru corespondent al Academiei Române.

## Imagini

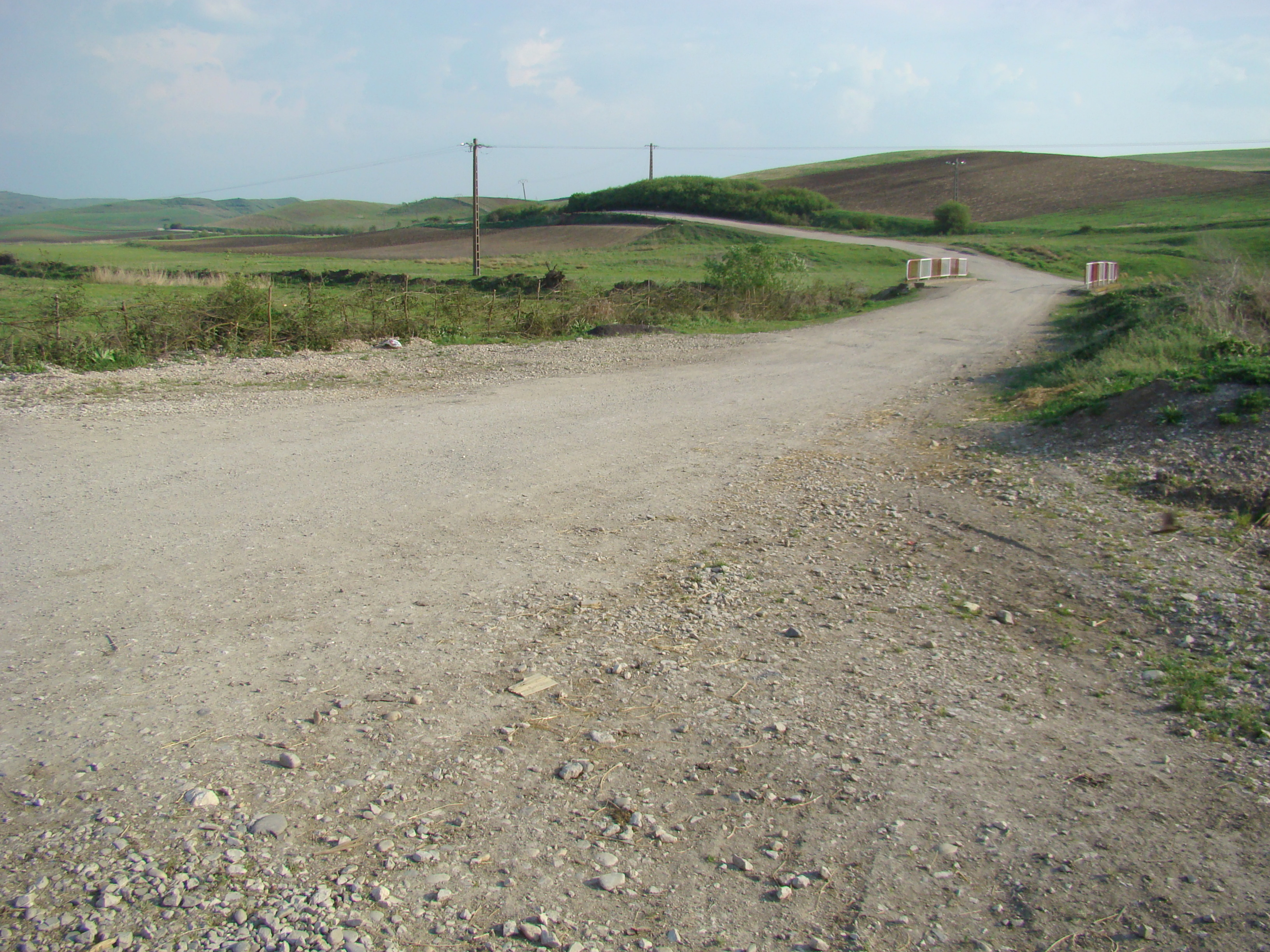
Drumul spre satul Turdaș
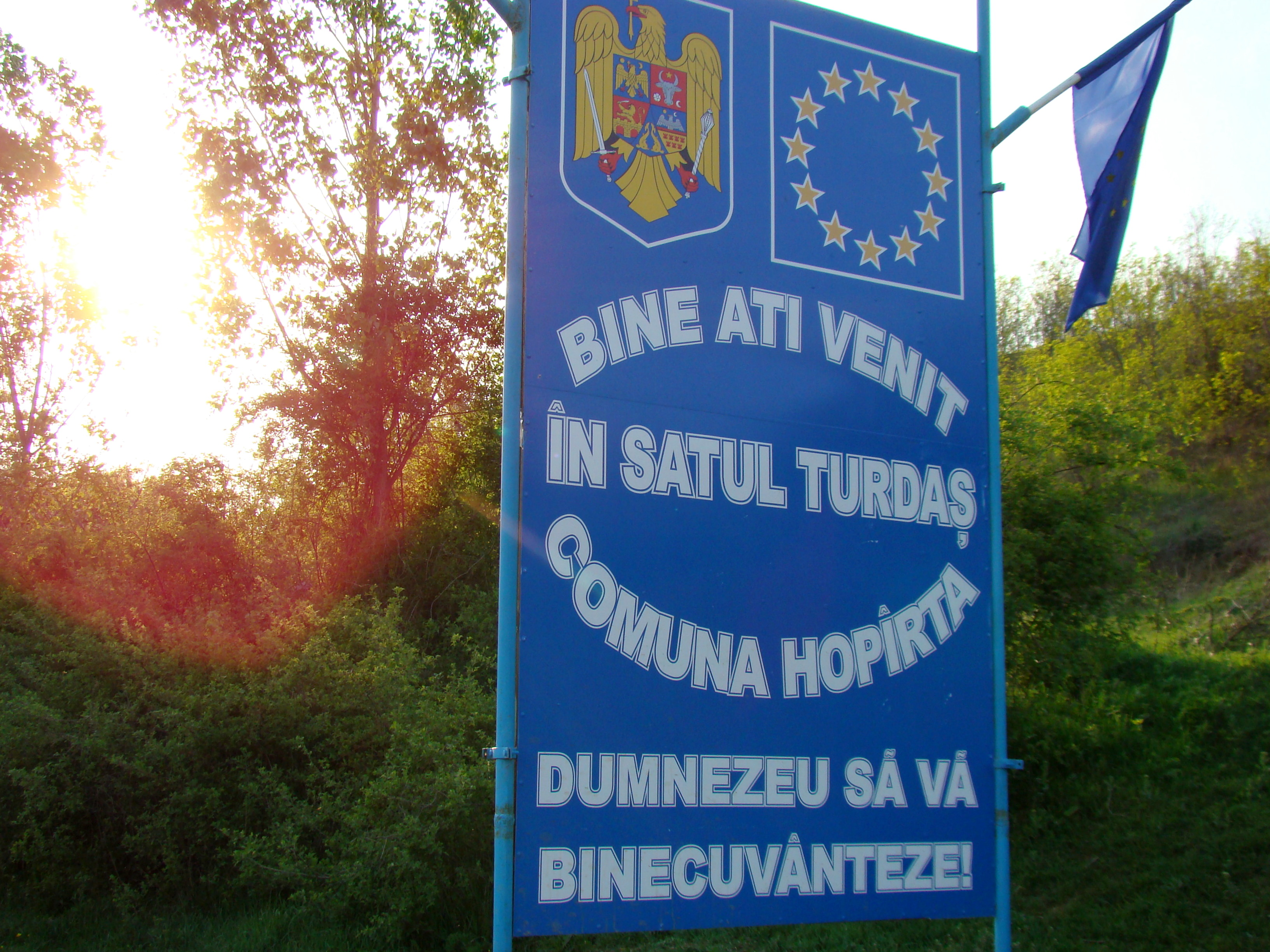
Intrarea în localitate
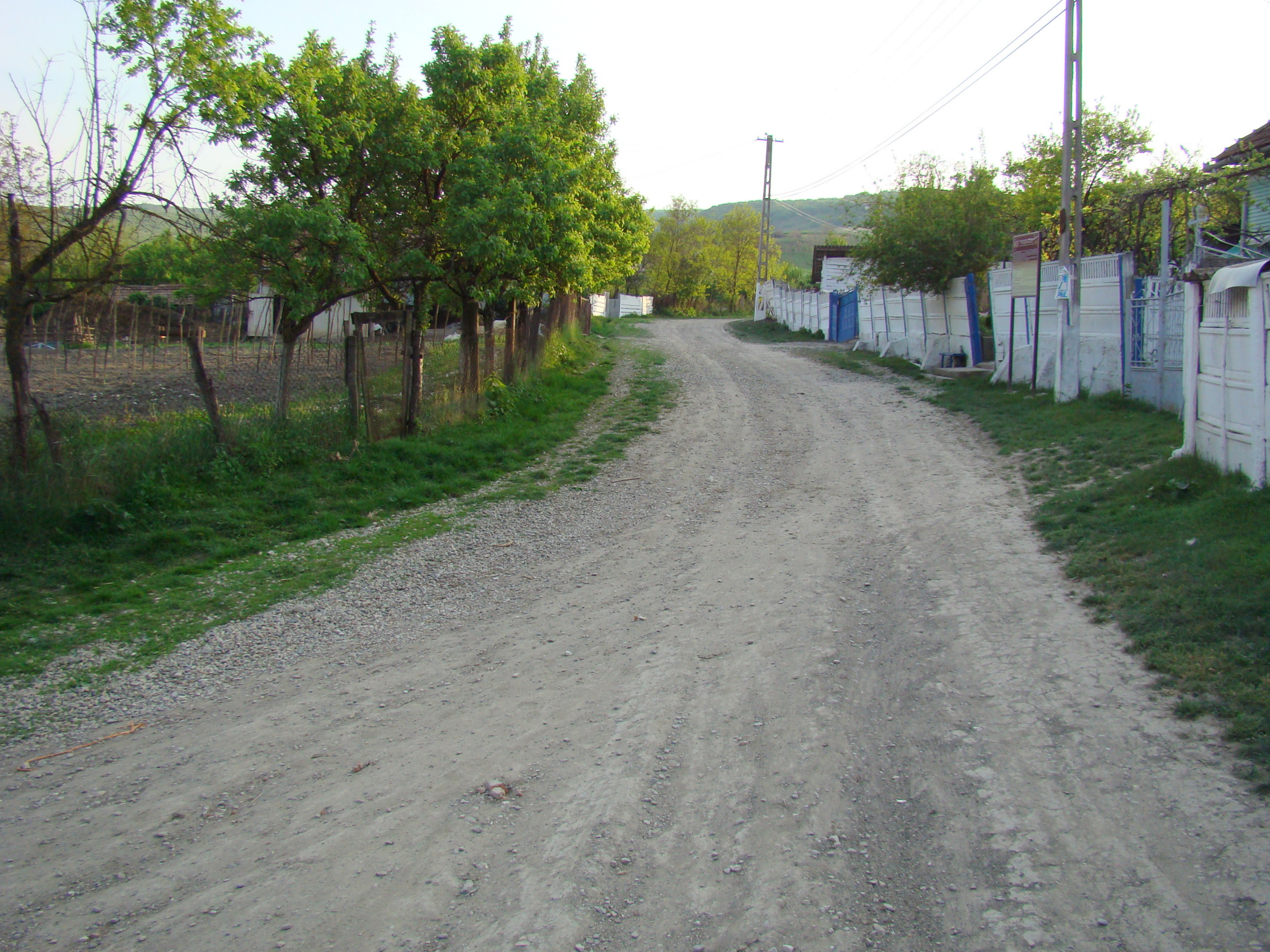
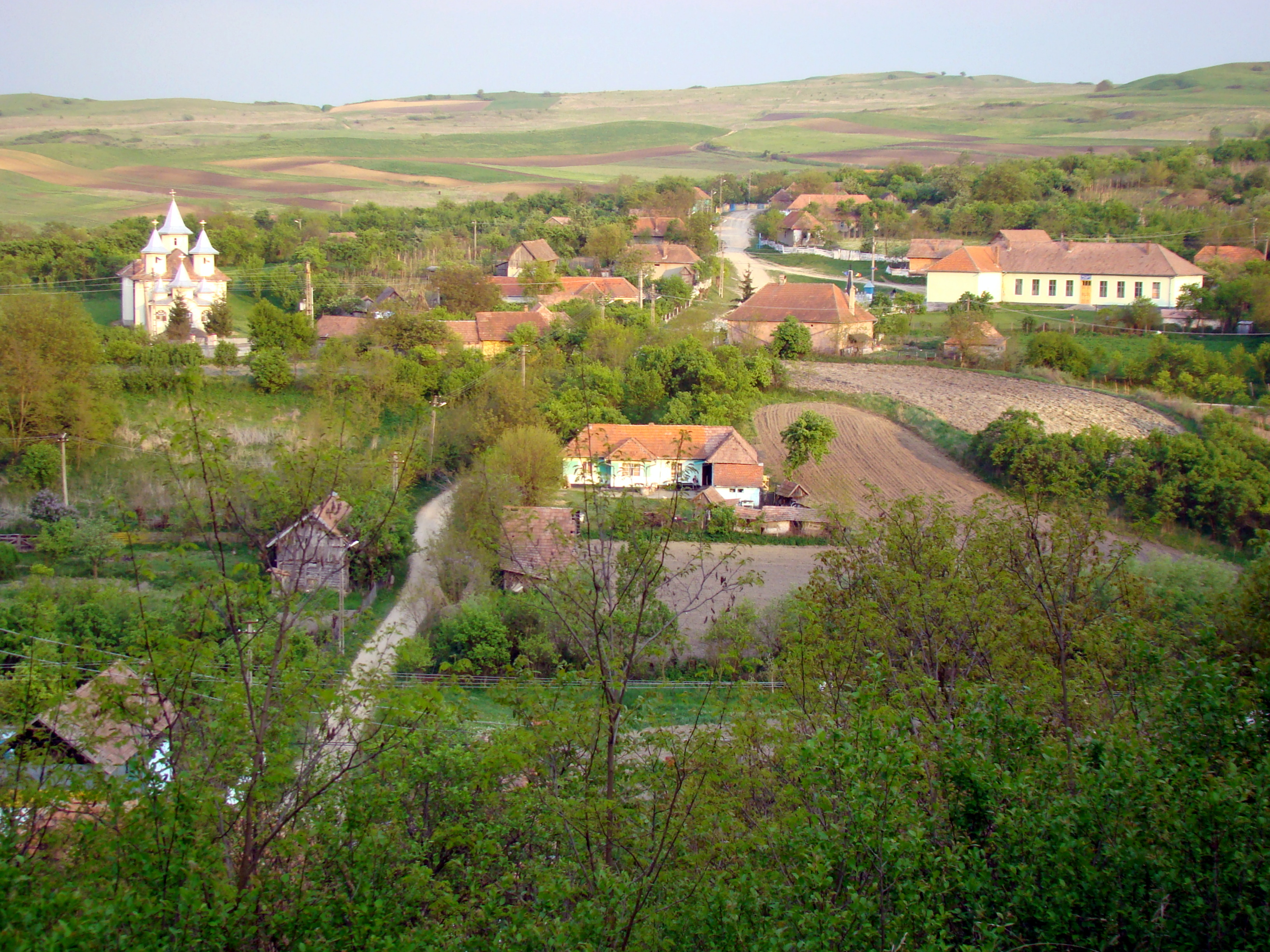
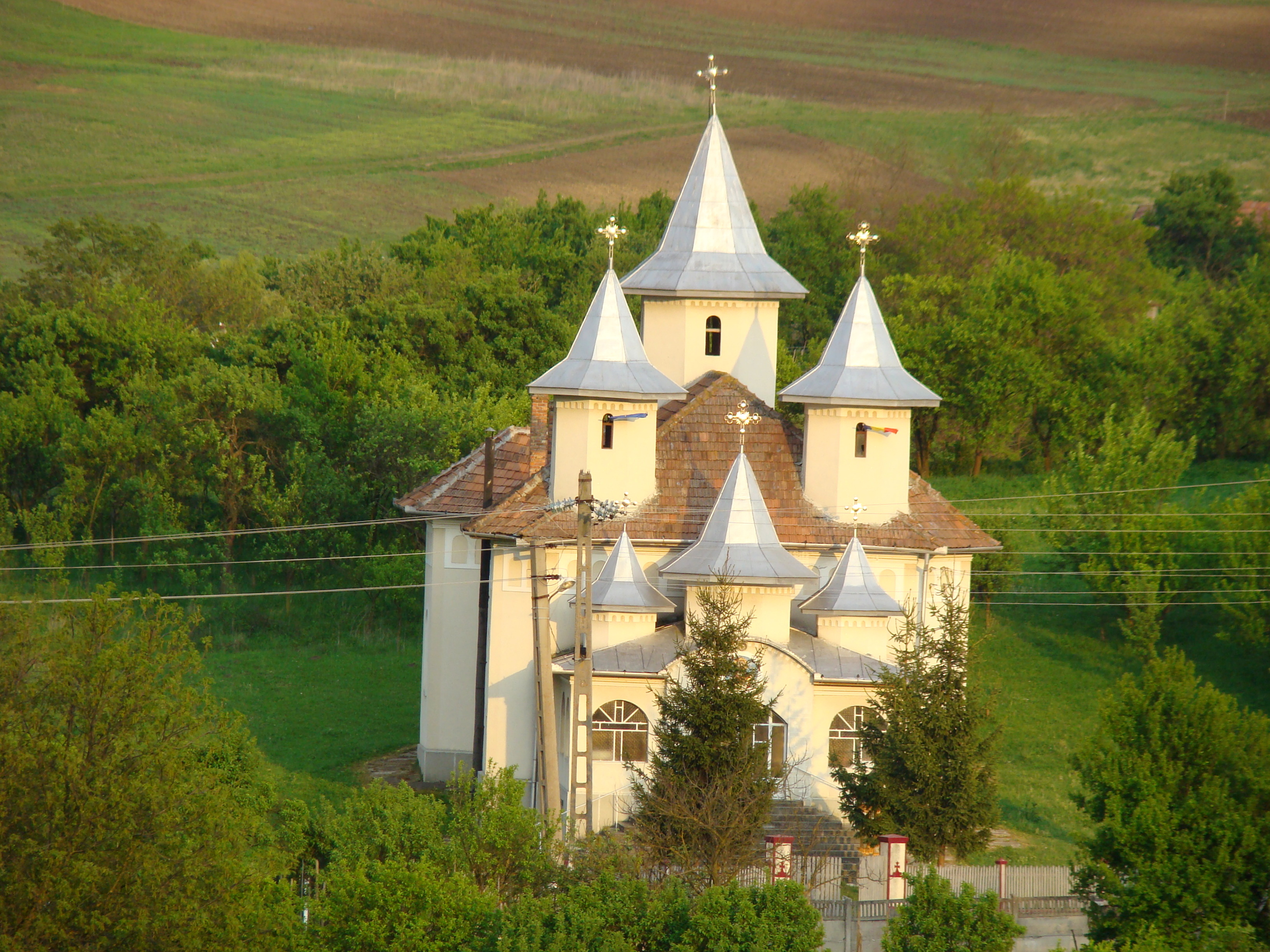
Biserica Sfinții Arhangheli
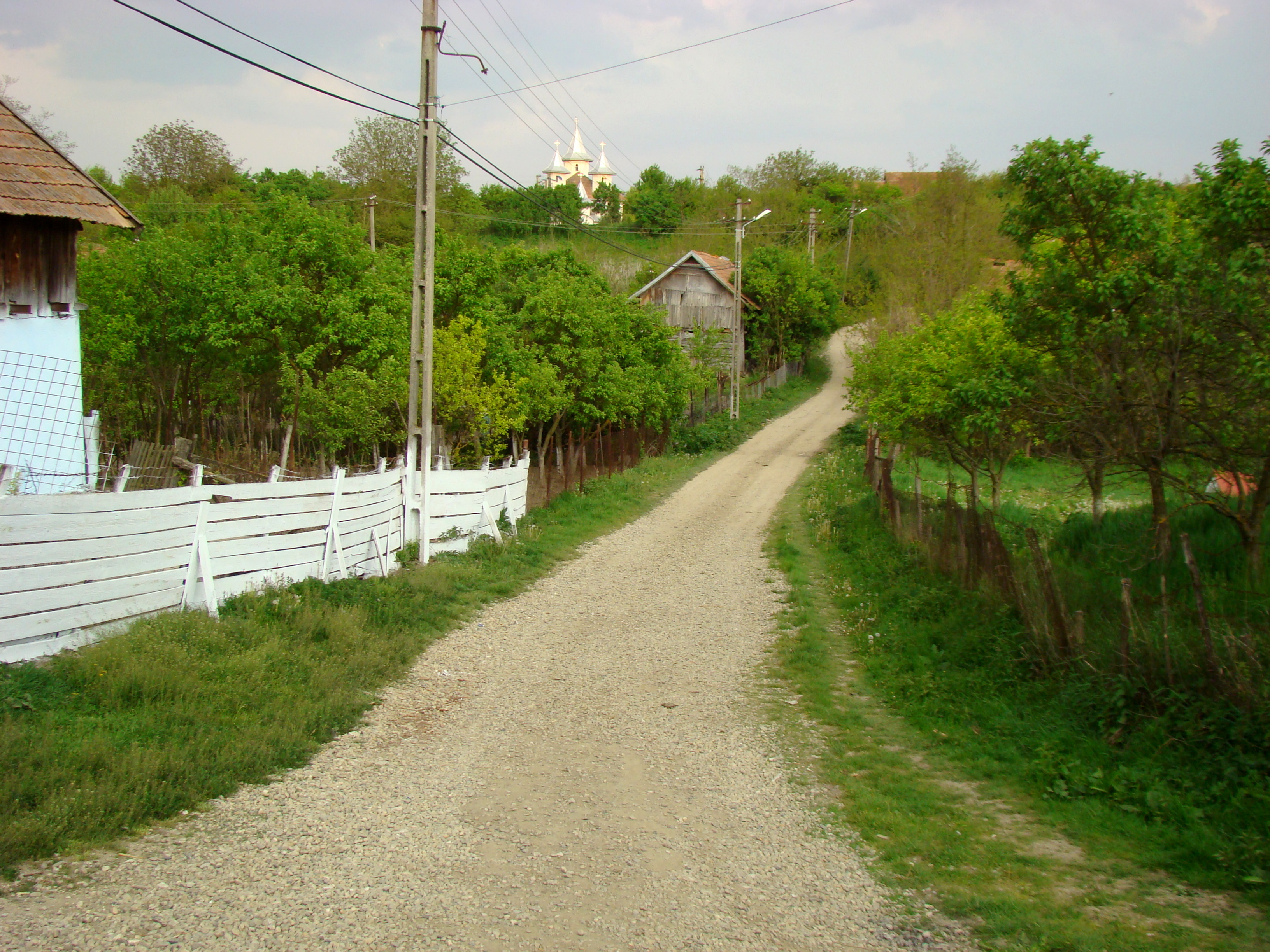
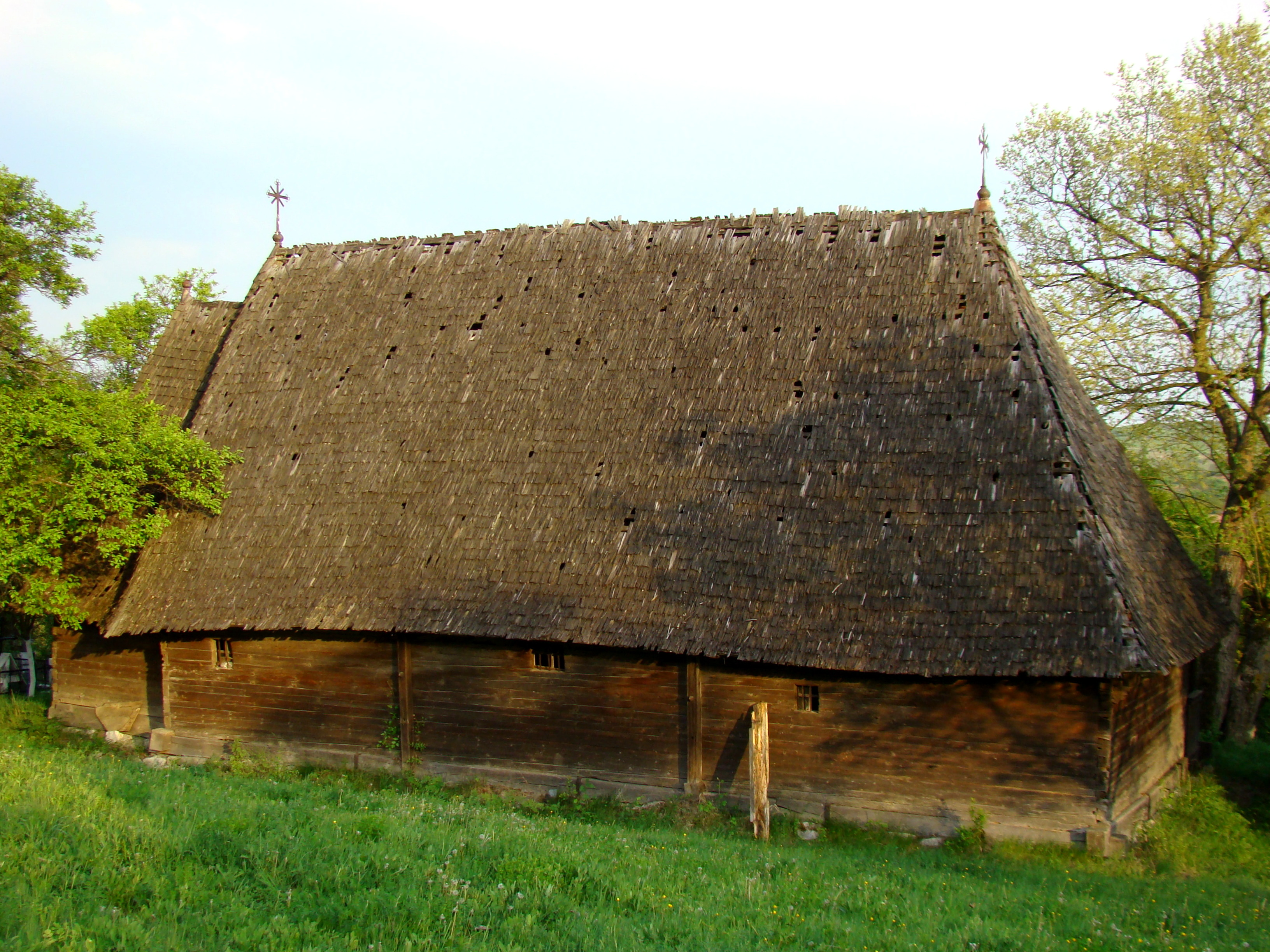
Biserica de lemn (monument istoric)
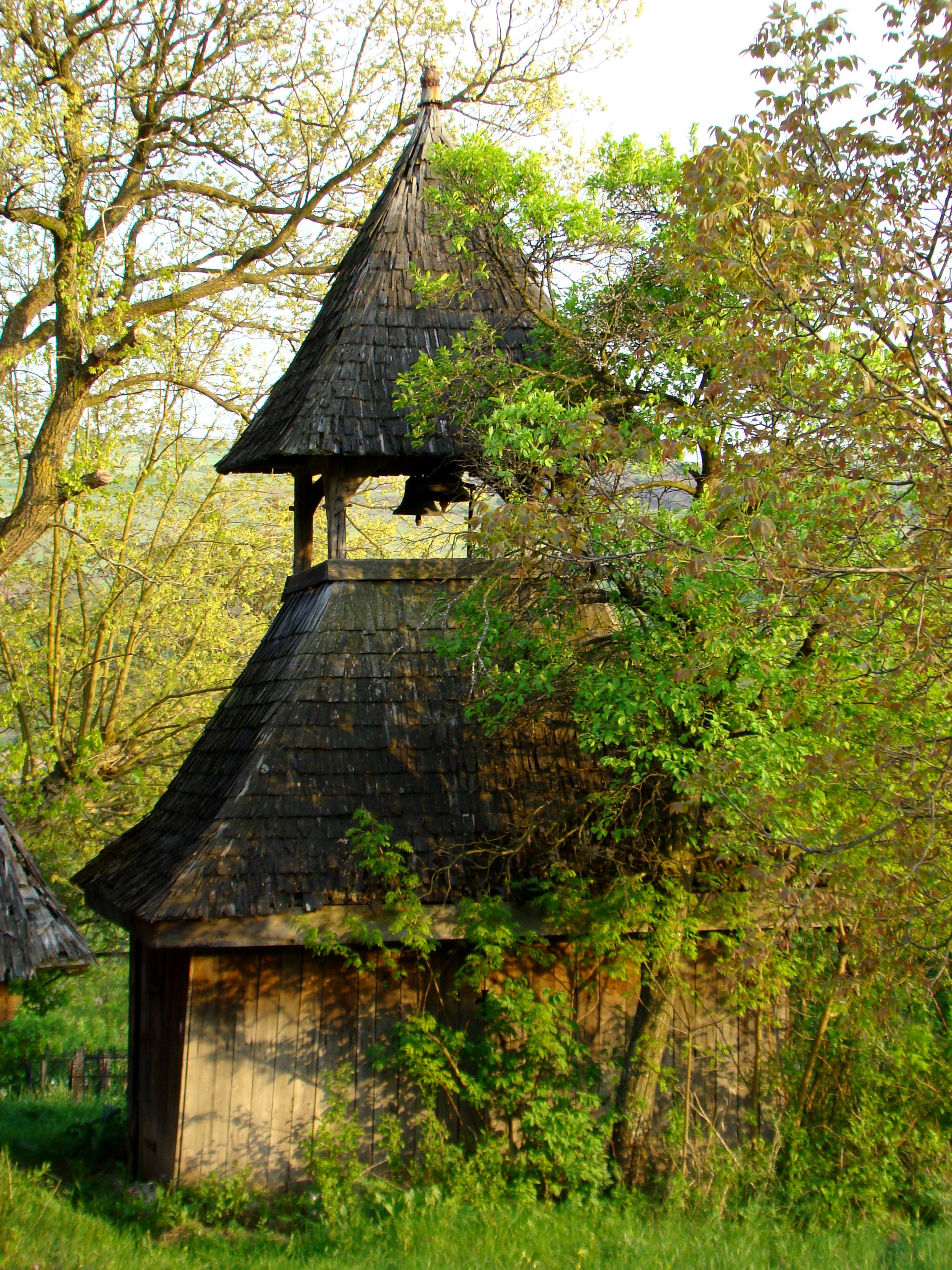
Clopotnița (monument istoric)
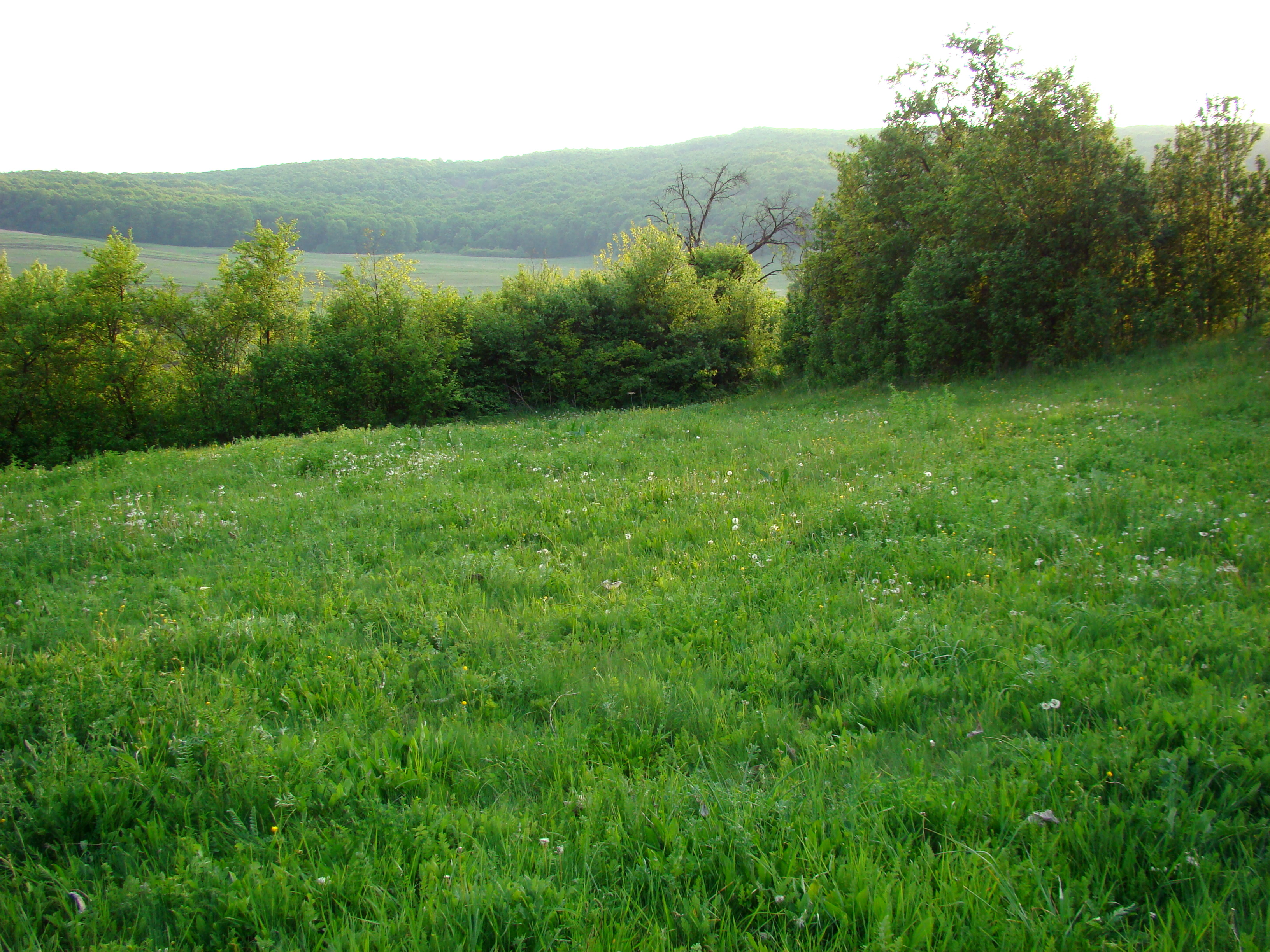